# Seis dias de Bremen
Os Seis dias de Bremen é uma corrida de ciclismo em pista, da modalidade de seis dias, que se corre no Bremen Arena de Bremen (Alemanha). A sua primeira edição data de 1910, mas não foi até 1965 que se começa a disputar regularmente cada ano.

## Palmarès
| Ano  | Ganhadores                             | Segundos                            | Terceiros                        |
| ---- | -------------------------------------- | ----------------------------------- | -------------------------------- |
| 1910 | Willy Arend Eugen Stabe                | Otto Pawke Carl Rudel               | Anteo Carapezzi Willy Techmer    |
| 1965 | Rik Van Steenbergen Palle Lykke Jensen | Rolf Roggendorf Rudi Altig          | Dieter Kemper Horst Oldenburg    |
| 1966 | Dieter Kemper Rudi Altig               | Fritz Pfenninger Peter Post         | Klaus Bugdahl Sigi Renz          |
| 1967 | Peter Post Fritz Pfenninger            | Dieter Kemper Horst Oldenburg       | Klaus Bugdahl Patrick Sercu      |
| 1968 | Sigi Renz Rudi Altig                   | Freddy Eugen Palle Lykke Jensen     | Dieter Kemper Horst Oldenburg    |
| 1969 | Peter Post Patrick Sercu               | Dieter Kemper Horst Oldenburg       | Freddy Eugen Palle Lykke Jensen  |
| 1970 | Peter Post Patrick Sercu               | Sigi Renz Wolfgang Schulze          | Klaus Bugdahl Julien Stevens     |
| 1971 | Albert Fritz Rudi Altig                | Peter Post Patrick Sercu            | Klaus Bugdahl Alain Van Lancker  |
| 1972 | Sigi Renz Wolfgang Schulze             | Peter Post Patrick Sercu            | Dieter Kemper Klaus Bugdahl      |
| 1973 | Dieter Kemper Graeme Gilmore           | René Pijnen Leio Duyndam            | Albert Fritz Wilfried Peffgen    |
| 1974 | René Pijnen Leio Duyndam               | Albert Fritz Wilfried Peffgen       | Graeme Gilmore Patrick Sercu     |
| 1975 | René Pijnen Patrick Sercu              | Albert Fritz Wilfried Peffgen       | Udo Hempel Günter Haritz         |
| 1976 | René Pijnen Günter Haritz              | Dieter Kemper Sigi Renz             | Patrick Sercu Graeme Gilmore     |
| 1977 | Wilfried Peffgen Albert Fritz          | Klaus Bugdahl Dietrich Thurau       | René Pijnen Günter Haritz        |
| 1978 | Wilfried Peffgen Albert Fritz          | Jürgen Tschan Gregor Braun          | Donald Allan Danny Clark         |
| 1979 | René Pijnen Danny Clark                | Wilfried Peffgen Albert Fritz       | Patrick Sercu Dietrich Thurau    |
| 1980 | Patrick Sercu Albert Fritz             | Wilfried Peffgen Gregor Braun       | Roman Hermann Horst Schütz       |
| 1981 | René Pijnen Gregor Braun               | Albert Fritz Patrick Sercu          | Donald Allan Danny Clark         |
| 1982 | René Pijnen Albert Fritz               | Gert Frank Patrick Sercu            | Dietrich Thurau Gregor Braun     |
| 1983 | René Pijnen Gregor Braun               | Albert Fritz Patrick Sercu          | Gert Frank Jan Raas              |
| 1984 | Albert Fritz Dietrich Thurau           | Gary Wiggins Anthony Doyle          | Gert Frank Hans-Henrik Ørsted    |
| 1985 | Gary Wiggins Anthony Doyle             | Danny Clark Dietrich Thurau         | Josef Kristen Henry Rinklin      |
| 1986 | Josef Kristen Dietrich Thurau          | Gert Frank René Pijnen              | Roman Hermann Urs Freuler        |
| 1987 | Danny Clark Dietrich Thurau            | Josef Kristen Roman Hermann         | Constant Tourné Etienne De Wilde |
| 1988 | Danny Clark Anthony Doyle              | Andreas Kappes Roman Hermann        | Constant Tourné Etienne De Wilde |
| 1989 | Andreas Kappes Roman Hermann           | Roger Ilegems Roland Günther        | Danny Clark Urs Freuler          |
| 1990 | Danny Clark Roland Günther             | Andreas Kappes Etienne De Wilde     | Urs Freuler Volker Diehl         |
| 1991 | Andreas Kappes Etienne De Wilde        | Danny Clark Urs Freuler             | Bruno Holenweger Volker Diehl    |
| 1992 | Andreas Kappes Etienne De Wilde        | Bruno Holenweger Urs Freuler        | Danny Clark Anthony Doyle        |
| 1993 | Peter Pieters Urs Freuler              | Danny Clark Remig Stumpf            | Bruno Risi Kurt Betschart        |
| 1994 | Andreas Kappes Danny Clark             | Bruno Risi Kurt Betschart           | Urs Freuler Carsten Wolf         |
| 1995 | Bruno Risi Kurt Betschart              | Adriano Baffi Pierangelo Bincoletto | Andreas Kappes Etienne De Wilde  |
| 1996 | Marco Villa Silvio Martinello          | Bruno Risi Kurt Betschart           | Jimmi Madsen Jens Veggerby       |
| 1997 | Andreas Kappes Carsten Wolf            | Marco Villa Silvio Martinello       | Bruno Risi Kurt Betschart        |
| 1998 | Jimmi Madsen Jens Veggerby             | Andreas Kappes Adriano Baffi        | Bruno Risi Kurt Betschart        |
| 1999 | Bruno Risi Kurt Betschart              | Andreas Kappes Etienne De Wilde     | Marco Villa Adriano Baffi        |
| 2000 | Andreas Kappes Silvio Martinello       | Marco Villa Adriano Baffi           | Jimmi Madsen Scott McGrory       |
| 2001 | Matthew Gilmore Scott McGrory          | Rolf Aldag Silvio Martinello        | Andreas Beikirch Andreas Kappes  |
| 2002 | Bruno Risi Kurt Betschart              | Matthew Gilmore Scott McGrory       | Marco Villa Silvio Martinello    |
| 2003 | Danny Stam Robert Slippens             | Andreas Beikirch Andreas Kappes     | Matthew Gilmore Scott McGrory    |
| 2004 | Bruno Risi Kurt Betschart              | Danny Stam Robert Slippens          | Andreas Beikirch Andreas Kappes  |
| 2005 | Andreas Beikirch Robert Bartko         | Bruno Risi Kurt Betschart           | Marco Villa Iljo Keisse          |
| 2006 | Danny Stam Robert Slippens             | Marco Villa Erik Zabel              | Robert Bartko Andreas Beikirch   |
| 2007 | Bruno Risi Erik Zabel                  | Guido Fulst Leif Lampater           | Robert Bartko Iljo Keisse        |
| 2008 | Iljo Keisse Robert Bartko              | Erik Zabel Leif Lampater            | Bruno Risi Franco Marvulli       |
| 2009 | Erik Zabel Leif Lampater               | Olaf Pollack Franco Marvulli        | Bruno Risi Danny Stam            |
| 2010 | Bruno Risi Franco Marvulli             | Robert Bartko Iljo Keisse           | Leif Lampater Christian Grasmann |
| 2011 | Robert Bengsch Robert Bartko           | Alexander Aeschbach Franco Marvulli | Jens-Erik Madsen Marc Hester     |
| 2012 | Peter Schep Robert Bartko              | Marcel Kalz Franco Marvulli         | Leif Lampater Iljo Keisse        |
| 2013 | Franco Marvulli Marcel Kalz            | Leif Lampater Luke Roberts          | Robert Bartko Peter Schep        |
| 2014 | Leif Lampater Wim Stroetinga           | Marcel Kalz Robert Bartko           | Andreas Müller Marc Hester       |
| 2015 | Marcel Kalz Alex Rasmussen             | Morgan Kneisky Jesper Mørkøv        | Leif Lampater Wim Stroetinga     |
| 2016 | Kenny De Ketele Christian Grasmann     | Morgan Kneisky Jesper Mørkøv        | Alex Rasmussen Marcel Kalz       |
| 2017 | Marcel Kalz Iljo Keisse                | Leif Lampater Wim Stroetinga        | Jesper Mørkøv Yoeri Havik        |
| 2018 | Theo Reinhardt Kenny De Ketele         | Achim Burkart Yoeri Havik           | Jesper Mørkøv Christian Grasmann |
| 2019 | Jasper De Buyst Iljo Keisse            | Marc Hester Theo Reinhardt          | Simone Consonni Tristan Marguet  |
| 2020 | Kenny De Ketele Nils Politt            | Theo Reinhardt Morgan Kneisky       | Andreas Graf Marc Hester         |